# Léon Fort
Pour les articles homonymes, voir Fort.
 (février 2024).
Si vous disposez d'ouvrages ou d'articles de référence ou si vous connaissez des sites web de qualité traitant du thème abordé ici, merci de compléter l'article en donnant les références utiles à sa vérifiabilité et en les liant à la section « Notes et références ».
Léon Fort, né le 14 août 1870 à L'Isle-Adam, où il est mort le 15 août 1965, est un peintre français.

## Biographie
Fils d'un entrepreneur de peinture, Léon Fort va faire son apprentissage au sein de l'entreprise paternelle et entrera à l'École Bernard Palissy à Paris sur les conseils d'un ami de la famille, le peintre Louis Chevalier. Il est directement admis en classe de seconde année et obtient un troisième prix au bout d'un an. Il a pour professeur de décoration le peintre Louis Hista (1851-1935) avec lequel il travaille l'aquarelle et obtiendra un premier prix. Il participera à beaucoup de grands chantiers parisiens confiés à ce maître de la mosaïque, dont l'escalier du palais de Justice de Paris.
Léon Fort effectue son service militaire au 69e régiment d'infanterie de Nancy et, une fois libéré, rentre à L'Isle-Adam. Il expose dans les Salons de la région : Compiègne, Crépy-en-Valois, Gisors, Pontoise etc. D'un naturel très indépendant, il n'admet pas les règles imposées par les marchands de tableaux et ne fera donc pas une carrière à la hauteur de son talent en peinture de chevalet.
Son beau-père lui présente un de ses amis archéologue, Louis Régnier (1865-1923), pour lequel Léon Fort dessinera la grande majorité des illustrations de ses découvertes archéologiques.
Après la mort de son père, il reprend l'entreprise familiale et est élu, en 1904, au conseil municipal de L'Isle-Adam, et devient adjoint au maire de cette ville en 1912. Mobilisé le 3 août 1914, il intègre un régiment d'infanterie et passera deux années sur le front dans les tranchées, trouvant à s'occuper en exécutant des croquis de cette vie militaire. À la fin de la Première Guerre mondiale, il reprend ses fonctions au sein de la municipalité et les gardera jusqu'en 1935.
Il est membre, puis vice-président de la Société historique de Pontoise et du Vexin. Le préfet le nomme membre de la commission départementale des antiquités et des arts. Il est également membre de la commission d'art sacré du diocèse de Versailles.
Passionné par la vénerie, il suit les équipages célèbres dans la forêt de L'Isle-Adam. Il est l'auteur de plusieurs brochures sur l'histoire de son village natal. Il a dessiné des planches mycologiques pur les dictionnaires Larousse.
Il est un des membres fondateurs du musée d'art et d'histoire Louis-Senlecq à L'Isle-Adam, qui conserve plusieurs de ses œuvres.
Léon Fort meurt le 15 août 1965 à son domicile du no 20 avenue de Paris à L'Isle-Adam. Il est inhumé dans le cimetière municipal.

## Œuvres dans les collections publiques
- L'Isle-Adam, musée d'art et d'histoire Louis-Senlecq. Le musée conserve un fonds d'œuvres de l'artiste[3], dont : 
  - La Plage de L'Isle-Adam, vers 1912, aquarelle ;
  - Quai de l'Oise au pont de Cabouillet, huile sur toile ;
  - Rue Conti et vue sur l'ancienne auberge Saint-Nicolas et l'église, vers 1910, aquarelle ;
  - Maréchal ferrant d'après Théodore Géricault, aquarelle ;
- Paris, Bibliothèque nationale de France : Excursion archéologique en Vexin français, deuxième série, dessins au crayon.

## Expositions
- du 24 mars au 19 mai 2013 : Léon Fort 1870-1965 - L’Isle-Adam, par les rues et par les sentiers, L'Isle-Adam, musée d'art et d'histoire Louis-Senlecq.